# Danh sách tiểu hành tinh: 4301–4400
| Tên                 | Tên đầu tiên | Ngày phát hiện       | Nơi phát hiện            | Người phát hiện                                        |
| ------------------- | ------------ | -------------------- | ------------------------ | ------------------------------------------------------ |
| 4301 Boyden         | 1966 PM      | 7 tháng 8 năm 1966   | Bloemfontein             | Boyden Observatory                                     |
| 4302 Markeev        | 1968 HP      | 22 tháng 4 năm 1968  | Nauchnij                 | T. M. Smirnova                                         |
| 4303 Savitskij      | 1973 SZ3     | 25 tháng 9 năm 1973  | Nauchnij                 | L. V. Zhuravleva                                       |
| 4304 Geichenko      | 1973 SW4     | 27 tháng 9 năm 1973  | Nauchnij                 | L. I. Chernykh                                         |
| 4305 Clapton        | 1976 EC      | 7 tháng 3 năm 1976   | Harvard Observatory      | Harvard Observatory                                    |
| 4306 Dunaevskij     | 1976 SZ5     | 24 tháng 9 năm 1976  | Nauchnij                 | N. S. Chernykh                                         |
| 4307 Cherepashchuk  | 1976 UK2     | 16 tháng 10 năm 1976 | Nauchnij                 | T. M. Smirnova                                         |
| 4308 Magarach       | 1978 PL4     | 9 tháng 8 năm 1978   | Nauchnij                 | N. S. Chernykh                                         |
| 4309 Marvin         | 1978 QC      | 30 tháng 8 năm 1978  | Harvard Observatory      | Harvard Observatory                                    |
| 4310 Strömholm      | 1978 RJ7     | 2 tháng 9 năm 1978   | La Silla                 | C.-I. Lagerkvist                                       |
| 4311 Zguridi        | 1978 SY6     | 16 tháng 9 năm 1978  | Nauchnij                 | L. V. Zhuravleva                                       |
| 4312 Knacke         | 1978 WW11    | 29 tháng 11 năm 1978 | Palomar                  | S. J. Bus, C. T. Kowal                                 |
| 4313 Bouchet        | 1979 HK1     | 21 tháng 4 năm 1979  | La Silla                 | H. Debehogne                                           |
| 4314                | 1979 ML3     | 25 tháng 6 năm 1979  | Siding Spring            | E. F. Helin, S. J. Bus                                 |
| 4315 Pronik         | 1979 SL11    | 24 tháng 9 năm 1979  | Nauchnij                 | N. S. Chernykh                                         |
| 4316 Babinkova      | 1979 TZ1     | 14 tháng 10 năm 1979 | Nauchnij                 | N. S. Chernykh                                         |
| 4317 Garibaldi      | 1980 DA1     | 19 tháng 2 năm 1980  | Kleť                     | Z. Vávrová                                             |
| 4318 Baťa           | 1980 DE1     | 21 tháng 2 năm 1980  | Kleť                     | Z. Vávrová                                             |
| 4319 Jackierobinson | 1981 ER14    | 1 tháng 3 năm 1981   | Siding Spring            | S. J. Bus                                              |
| 4320 Jarosewich     | 1981 EJ17    | 1 tháng 3 năm 1981   | Siding Spring            | S. J. Bus                                              |
| 4321 Zero           | 1981 EH26    | 2 tháng 3 năm 1981   | Siding Spring            | S. J. Bus                                              |
| 4322 Billjackson    | 1981 EE37    | 11 tháng 3 năm 1981  | Siding Spring            | S. J. Bus                                              |
| 4323 Hortulus       | 1981 QN      | 27 tháng 8 năm 1981  | Đài thiên văn Zimmerwald | P. Wild                                                |
| 4324                | 1981 YA1     | 24 tháng 12 năm 1981 | Socorro                  | L. G. Taff                                             |
| 4325 Guest          | 1982 HL      | 18 tháng 4 năm 1982  | Anderson Mesa            | E. Bowell                                              |
| 4326 McNally        | 1982 HS1     | 28 tháng 4 năm 1982  | Anderson Mesa            | E. Bowell                                              |
| 4327 Ries           | 1982 KB1     | 24 tháng 5 năm 1982  | Palomar                  | C. S. Shoemaker                                        |
| 4328 Valina         | 1982 SQ2     | 18 tháng 9 năm 1982  | La Silla                 | H. Debehogne                                           |
| 4329                | 1982 SX2     | 22 tháng 9 năm 1982  | Socorro                  | L. G. Taff                                             |
| 4330 Vivaldi        | 1982 UJ3     | 19 tháng 10 năm 1982 | Tautenburg Observatory   | F. Börngen                                             |
| 4331 Hubbard        | 1983 HC      | 18 tháng 4 năm 1983  | Anderson Mesa            | N. G. Thomas                                           |
| 4332 Milton         | 1983 RC      | 5 tháng 9 năm 1983   | Palomar                  | C. S. Shoemaker                                        |
| 4333 Sinton         | 1983 RO2     | 4 tháng 9 năm 1983   | Anderson Mesa            | E. Bowell                                              |
| 4334 Foo            | 1983 RO3     | 2 tháng 9 năm 1983   | La Silla                 | H. Debehogne                                           |
| 4335 Verona         | 1983 VC7     | 1 tháng 11 năm 1983  | Cavriana                 | Cavriana                                               |
| 4336 Jasniewicz     | 1984 QE1     | 31 tháng 8 năm 1984  | Anderson Mesa            | B. A. Skiff                                            |
| 4337 Arecibo        | 1985 GB      | 14 tháng 4 năm 1985  | Anderson Mesa            | E. Bowell                                              |
| 4338 Velez          | 1985 PB1     | 14 tháng 8 năm 1985  | Anderson Mesa            | E. Bowell                                              |
| 4339 Almamater      | 1985 UK      | 20 tháng 10 năm 1985 | Kleť                     | A. Mrkos                                               |
| 4340 Dence          | 1986 JZ      | 4 tháng 5 năm 1986   | Palomar                  | C. S. Shoemaker                                        |
| 4341 Poseidon       | 1987 KF      | 29 tháng 5 năm 1987  | Palomar                  | C. S. Shoemaker                                        |
| 4342 Freud          | 1987 QO9     | 21 tháng 8 năm 1987  | La Silla                 | E. W. Elst                                             |
| 4343 Tetsuya        | 1988 AC      | 10 tháng 1 năm 1988  | Kushiro                  | S. Ueda, H. Kaneda                                     |
| 4344 Buxtehude      | 1988 CR1     | 11 tháng 2 năm 1988  | La Silla                 | E. W. Elst                                             |
| 4345 Rachmaninoff   | 1988 CM2     | 11 tháng 2 năm 1988  | La Silla                 | E. W. Elst                                             |
| 4346 Whitney        | 1988 DS4     | 23 tháng 2 năm 1988  | Siding Spring            | A. J. Noymer                                           |
| 4347 Reger          | 1988 PK2     | 13 tháng 8 năm 1988  | Tautenburg Observatory   | F. Börngen                                             |
| 4348 Poulydamas     | 1988 RU      | 11 tháng 9 năm 1988  | Palomar                  | C. S. Shoemaker                                        |
| 4349 Tibúrcio       | 1989 LX      | 5 tháng 6 năm 1989   | La Silla                 | W. Landgraf                                            |
| 4350 Shibecha       | 1989 UG1     | 16 tháng 10 năm 1989 | Kushiro                  | S. Ueda, H. Kaneda                                     |
| 4351 Nobuhisa       | 1989 UR1     | 28 tháng 10 năm 1989 | Kani                     | Y. Mizuno, T. Furuta                                   |
| 4352 Kyoto          | 1989 UW1     | 29 tháng 10 năm 1989 | Dynic                    | A. Sugie                                               |
| 4353 Onizaki        | 1989 WK1     | 25 tháng 11 năm 1989 | Kani                     | Y. Mizuno, T. Furuta                                   |
| 4354 Euclides       | 2142 P-L     | 24 tháng 9 năm 1960  | Palomar                  | C. J. van Houten, I. van Houten-Groeneveld, T. Gehrels |
| 4355 Memphis        | 3524 P-L     | 17 tháng 10 năm 1960 | Palomar                  | C. J. van Houten, I. van Houten-Groeneveld, T. Gehrels |
| 4356 Marathon       | 9522 P-L     | 17 tháng 10 năm 1960 | Palomar                  | C. J. van Houten, I. van Houten-Groeneveld, T. Gehrels |
| 4357 Korinthos      | 2069 T-2     | 29 tháng 9 năm 1973  | Palomar                  | C. J. van Houten, I. van Houten-Groeneveld, T. Gehrels |
| 4358 Lynn           | A909 TF      | 5 tháng 10 năm 1909  | Greenwich                | P. H. Cowell                                           |
| 4359 Berlage        | 1935 TG      | 28 tháng 9 năm 1935  | Johannesburg             | H. van Gent                                            |
| 4360 Xuyi           | 1964 TG2     | 9 tháng 10 năm 1964  | Nanking                  | Purple Mountain Observatory                            |
| 4361 Nezhdanova     | 1977 TG7     | 9 tháng 10 năm 1977  | Nauchnij                 | L. I. Chernykh                                         |
| 4362 Carlisle       | 1978 PR4     | 1 tháng 8 năm 1978   | Bickley                  | Perth Observatory                                      |
| 4363 Sergej         | 1978 TU7     | 2 tháng 10 năm 1978  | Nauchnij                 | L. V. Zhuravleva                                       |
| 4364 Shkodrov       | 1978 VV5     | 7 tháng 11 năm 1978  | Palomar                  | E. F. Helin, S. J. Bus                                 |
| 4365 Ivanova        | 1978 VH8     | 7 tháng 11 năm 1978  | Palomar                  | E. F. Helin, S. J. Bus                                 |
| 4366 Venikagan      | 1979 YV8     | 24 tháng 12 năm 1979 | Nauchnij                 | L. V. Zhuravleva                                       |
| 4367 Meech          | 1981 EE43    | 2 tháng 3 năm 1981   | Siding Spring            | S. J. Bus                                              |
| 4368 Pillmore       | 1981 JC2     | 5 tháng 5 năm 1981   | Palomar                  | C. S. Shoemaker                                        |
| 4369 Seifert        | 1982 OR      | 30 tháng 7 năm 1982  | Kleť                     | L. Brožek                                              |
| 4370 Dickens        | 1982 SL      | 22 tháng 9 năm 1982  | Anderson Mesa            | E. Bowell                                              |
| 4371 Fyodorov       | 1983 GC2     | 10 tháng 4 năm 1983  | Nauchnij                 | L. I. Chernykh                                         |
| 4372 Quincy         | 1984 TB      | 3 tháng 10 năm 1984  | Harvard Observatory      | Oak Ridge Observatory                                  |
| 4373 Crespo         | 1985 PB      | 14 tháng 8 năm 1985  | Anderson Mesa            | E. Bowell                                              |
| 4374 Tadamori       | 1987 BJ      | 31 tháng 1 năm 1987  | Toyota                   | K. Suzuki, T. Urata                                    |
| 4375 Kiyomori       | 1987 DQ      | 28 tháng 2 năm 1987  | Ojima                    | T. Niijima, T. Urata                                   |
| 4376 Shigemori      | 1987 FA      | 20 tháng 3 năm 1987  | Ojima                    | T. Niijima, T. Urata                                   |
| 4377 Koremori       | 1987 GD      | 4 tháng 4 năm 1987   | Ojima                    | T. Niijima, T. Urata                                   |
| 4378 Voigt          | 1988 JF      | 14 tháng 5 năm 1988  | La Silla                 | W. Landgraf                                            |
| 4379 Snelling       | 1988 PT1     | 13 tháng 8 năm 1988  | Palomar                  | C. S. Shoemaker, E. M. Shoemaker                       |
| 4380 Geyer          | 1988 PB2     | 14 tháng 8 năm 1988  | Haute Provence           | E. W. Elst                                             |
| 4381 Uenohara       | 1989 WD1     | 22 tháng 11 năm 1989 | Uenohara                 | N. Kawasato                                            |
| 4382 Stravinsky     | 1989 WQ3     | 29 tháng 11 năm 1989 | Tautenburg Observatory   | F. Börngen                                             |
| 4383 Suruga         | 1989 XP      | 1 tháng 12 năm 1989  | Gekko                    | Y. Oshima                                              |
| 4384                | 1990 AA      | 3 tháng 1 năm 1990   | Okutama                  | T. Hioki, S. Hayakawa                                  |
| 4385 Elsässer       | 2534 P-L     | 24 tháng 9 năm 1960  | Palomar                  | C. J. van Houten, I. van Houten-Groeneveld, T. Gehrels |
| 4386 Lüst           | 6829 P-L     | 16 tháng 9 năm 1960  | Palomar                  | C. J. van Houten, I. van Houten-Groeneveld, T. Gehrels |
| 4387 Tanaka         | 4829 T-2     | 19 tháng 9 năm 1973  | Palomar                  | C. J. van Houten, I. van Houten-Groeneveld, T. Gehrels |
| 4388 Jürgenstock    | 1964 VE      | 3 tháng 11 năm 1964  | Brooklyn                 | Đại học Indiana                                        |
| 4389 Durbin         | 1976 GL3     | 1 tháng 4 năm 1976   | Nauchnij                 | N. S. Chernykh                                         |
| 4390 Madreteresa    | 1976 GO8     | 5 tháng 4 năm 1976   | El Leoncito              | Felix Aguilar Observatory                              |
| 4391 Balodis        | 1977 QW2     | 21 tháng 8 năm 1977  | Nauchnij                 | N. S. Chernykh                                         |
| 4392 Agita          | 1978 RX5     | 13 tháng 9 năm 1978  | Nauchnij                 | N. S. Chernykh                                         |
| 4393 Dawe           | 1978 VP8     | 7 tháng 11 năm 1978  | Palomar                  | E. F. Helin, S. J. Bus                                 |
| 4394 Fritzheide     | 1981 EB19    | 2 tháng 3 năm 1981   | Siding Spring            | S. J. Bus                                              |
| 4395 Danbritt       | 1981 EH41    | 2 tháng 3 năm 1981   | Siding Spring            | S. J. Bus                                              |
| 4396 Gressmann      | 1981 JH      | 3 tháng 5 năm 1981   | Anderson Mesa            | E. Bowell                                              |
| 4397 Jalopez        | 1981 JS1     | 9 tháng 5 năm 1981   | El Leoncito              | Felix Aguilar Observatory                              |
| 4398 Chiara         | 1984 HC2     | 23 tháng 4 năm 1984  | La Silla                 | W. Ferreri                                             |
| 4399 Ashizuri       | 1984 UA      | 21 tháng 10 năm 1984 | Geisei                   | T. Seki                                                |
| 4400 Bagryana       | 1985 QH4     | 24 tháng 8 năm 1985  | Smolyan                  | Bulgarian National Observatory                         |